# Закон Вольфа (медицина)
Закон Вольфа — закон, гласящий, что кость здорового человека или животного адаптируется к нагрузкам, которым подвергается. Сформулирован немецким анатомом и хирургом Юлиусом Вольфом в 19-м веке.
Если нагрузка на какую-либо кость возрастает, то кость перестраивается таким образом, чтобы лучше выдерживать нагрузку этого типа. Внутреннее строение трабекул подвергается адаптивным изменениям, за которыми следуют вторичные изменения в наружней кортикальной части кости, в результате она становится более плотной и тонкой. Верно и обратное: если нагрузка на какую-либо кость уменьшается, то кость становится слабее в результате обратного адаптивного изменения, потому что это менее затратно метаболически и организму нет стимула для дальнейшей перестройки, при которой требуется поддержание костной массы.

## Механотрансдукция
Перестройка кости в соответствие с нагрузкой осуществляется при помощи механотрансдукции — процесса, через который силы и другие механические сигналы преобразуются в клеточные сигналы. Механотрансдукция, ведущая к перестройке кости, включает в себя этапы механического соединения, биохимического соединения, передачу сигнала и клеточную реакцию. Конкретные эффекты клеточной реорганизации зависят от продолжительности, амплитуды и силы нагрузки; также было обнаружено, что только циклическая нагрузка может стимулировать формирование костей. Во время нагрузки жидкость уходит из зоны высокого давления в костном матриксе. Остеоциты наиболее распространённые клетки в кости, а также наиболее чувствительные к таким утечкам жидкости, вызываемыми механическим давлением. Когда появляется нагрузка, остеоциты регулируют перестройкой кости посредством передачи сигнала другим клеткам с помощью заряженных молекул или посредством прямого контакта. Кроме того, остеопрогениторные клетки, которые образуют остеобласты и остеокласты, являются механосенсорами и могут сменять друг друга в зависимости от состояния нагрузки.
В современной анатомии приняты следующие принципы организации кости, близкие по смыслу к закону Вольфа:
- Костная ткань образуется в местах наибольшего сжатия или натяжения.
- Степень развития костей пропорциональна интенсивности деятельности связанных с ними мышц.
- Трубчатое и арочное строение кости обеспечивает наибольшую прочность при минимальной затрате костного материала.
- Внешняя форма костей зависит от давления на них окружающих тканей и органов, в первую очередь мышц, и меняется при уменьшении или увеличении давления.
- Перестройка формы кости происходит под влиянием внешних (для кости) сил.

## Связанные законы
- Закон Дэвиса объясняет как мягкая ткань изменяется в зависимости от фиксированных положений.

- Усовершенствованный закон Вольфа: теорема механостатики Гарольда Фроста.

## Примеры
- Рука теннисиста, которой он держит ракетку, становится значительно сильнее, чем другая. В ней происходит адаптация к нагрузкам, за счёт которой кость становится крепче. Это происходит из-за большего давления на держащую руку. Наибольшая нагрузка в теннисе на руку играющего приходится во время подачи. В теннисе существует четыре основные фазы подачи и наибольшая нагрузка приходится во время вращения плечом и удара мяча. Комбинация высокой нагрузки и вращения способствуют формированию витого очертания распределения плотности кости.

- У тяжёлоатлетов часто наблюдается увеличение плотности кости в ответ на тренировку.

- Деформирующие эффекты кривошеи на черепно-лицевом развитии детей.